# Bouillac (Aveyron)
Bouillac település Franciaországban, Aveyron megyében. Lakosainak száma 368 fő (2022. január 1.). Bouillac Les Albres, Asprières, Boisse-Penchot, Livinhac-le-Haut, Cuzac, Felzins és Montredon községekkel határos.

## Népesség
A település népessége az elmúlt években az alábbi módon változott:
| Lakosok száma | 514  | 506  | 453  | 415  | 429  | 428  | 414  | 379  | 376  | 368  |
|               | 1968 | 1982 | 1990 | 2006 | 2013 | 2015 | 2017 | 2019 | 2020 | 2022 |